# Шерстино (Большетумановська сільрада)
Шерстино (рос. Шерстино) — село в Арзамаському районі Нижньогородської області Російської Федерації.
Населення становить 438 осіб. Входить до складу муніципального утворення Большетумановська сільрада.

## Історія
Від 2009 року входить до складу муніципального утворення Большетумановська сільрада.

## Населення
| 1999 | 2002 | 2010 |
| ---- | ---- | ---- |
| 571  | ↘483 | ↘438 |